# 岡山禁酒会館
岡山禁酒会館（おかやまきんしゅかいかん）は、岡山県岡山市北区丸の内にある会館である。禁酒団体である岡山県禁酒同盟の宣伝機関として、1923年（大正12年）に設立された。

## 建築
建築面積145 m2の、木造3階建建造物である。壁はドイツ壁、白いタイルの装飾をほどこしており、垂直性を強調する、セセッション風の造形となっている。寄棟造・スレート葺のマンサード屋根は、3階部分で屈折する。

## 歴史

### 岡山県禁酒同盟の設立
近代日本の禁酒運動はキリスト教の影響のもとにうまれたものであり、1875年（明治8年）には伝道の一環として、奥野昌綱を議長とする、横浜禁酒会が設立された。禁酒運動は、当時の日本人キリスト教徒のほとんどがかかわる運動となった。
キリスト教の岡山県における布教は1879年（明治12年）にはじまり、この影響により、1877年（明治10年）には柚木吉郎が横浜禁酒会に倣い、笠岡禁酒会を設立した。1908年（明治41年）には倉敷禁酒会・岡山禁酒会が設立され、1914年（大正3年）10月10日には岡山県禁酒同盟が結成された。大正期には貯蓄倹約の気風を反映して全村単位での禁酒（禁酒村）がおこなわれるようになり、1919年（大正8年）時点で、同盟にはそのような団体も含めた、県下17団体が所属していた。

### 禁酒会館の設立とその後
禁酒会館は、岡山県禁酒同盟により、1923年（大正12年）2月25日に開館した。「禁酒の常時宣伝機関」として、岡山市街の中心地、岡山城西の丸西手櫓に隣接して建設された。禁酒会館は同盟の活動拠点となったが、禁酒運動に際してこのような会館が建設された例はほかになかった。
大衆食堂や集会場、宿泊施設を備える同施設は、講演会や展示会の場として供用された。1924年（大正13年）には日本国民禁酒同盟大会が岡山市で開催されたほか、1925年（大正14年）には禁酒会館において来観者850人を集める禁酒展覧会を開催した。1928年（昭和3年）にコーヒー出張サービスをはじめたほか、「禁酒食餌」でクリスマスランチを売り出した。児童文学作家の坪田譲治はここで執筆活動をおこなったほか、鈴木隆も同会館の食堂について書き記している。
1933年（昭和8年）には財団法人岡山禁酒会館が設立された。禁酒会館は太平洋戦争中、1945年（昭和20年）の岡山大空襲で焼け残った数少ない建物のひとつとなった。しかし、1970年代には客足の減少にともない食堂が閉鎖され、老朽化による取り壊しもささやかれるようになった。2000年（平成12年）にはNPO法人の「ミーツ」が禁酒会館の再生に取り組みはじめ、裏庭に多目的ステージを設置したほか、旧食堂を改装して喫茶店を営んだ。2002年（平成14年）には登録有形文化財に登録された。2021年（令和3年）5月7日には館内にキリスト教系書店である『Le Livre 街の灯』が開店した。